# ASKÖ Pasching
L'ASKÖ Pasching (Arbeitsgemeinschaft für Sport und Körperkultur in Österreich Pasching) fou un club de futbol austríac de la ciutat de Pasching, Alta Àustria.

## Història
El club nasqué el 15 de juny de 1946 amb el nom ATSV Pasching, reanomenat ASKÖ Pasching el 1986. Fou el segon equip del país que aconseguí en quatre temporades ascendir des de la Quarta Divisió fins a la Primera Divisió, de forma consecutiva. Participà per primer cop a la Bundesliga la temporada 2002-03, romanent-hi fins al 2007. Aquests anys s'anomenà, per raons de patrocini, SV PlusCity i FC Superfund. Malgrat no guanyar mai cap campionat major, participà en quatre ocasions en competicions europees, essent la seva millor participació la de la Copa Intertoto de 2003-04, en la qual va perdre la final davant del FC Schalke 04 alemany.
L'any 2007, la franquícia, que patia problemes econòmics, fou traslladada a la ciutat de Klagenfurt i el club adoptà el nom SK Austria Kärnten. No obstant, a la ciutat de Pasching nasqué un nou club, que es considera successor de l'ASKÖ anomenat FC Pasching.

## Participacions europees
- Copa de la UEFA:

2005 - Segona Ronda Classificatòria
2006 - Segona Ronda Classificatòria
2007 - Primera Ronda
- Copa Intertoto:

2004 - Finalista

### Partits a Europa
| Temporada | Torneig        | Ronda             | País               | Club                 | Local | Visitant | Global |
| --------- | -------------- | ----------------- | ------------------ | -------------------- | ----- | -------- | ------ |
| 2003-04   | Copa Intertoto | 1                 | Geòrgia            | WIT Georgia          | 1-0   | 1-2      | 2-2    |
|           |                | 2                 | Macedònia del Nord | FK Pobeda            | 2-1   | 1-1      | 3-2    |
|           |                | 3                 | Kazakhstan         | Tobol Kostanay       | 3-0   | 1-0      | 4-0    |
|           |                | Semifinals        | Alemanya           | Werder Bremen        | 4-0   | 1-1      | 5-1    |
|           |                | Final             | Alemanya           | FC Schalke 04        | 0-2   | 0-0      | 0-2    |
| 2004-05   | Copa UEFA      | Classificatòria 2 | Rússia             | Zenit St. Petersburg | 3-1   | 0-2      | 3-3    |
| 2005-06   | Copa UEFA      | Classificatòria 2 | Rússia             | Zenit St. Petersburg | 2-2   | 1-1      | 3-3    |
| 2006-07   | Copa UEFA      | 1                 | Itàlia             | Livorno              | 0-1   | 0-2      | 0-3    |

## Futbolistes destacats
- Manuel Ortlechner
- Thomas Flögel